# 雅达利Jaguar
雅达利Jaguar是雅达利公司（Atari Corporation）在1993年发布的游戏机，它是雅达利在游戏机平台市场的最后一作。它的设计在机能上超越超级任天堂和Mega Drive。最初它的对手是3DO，后来则面对第五世代的游戏机。1993年11月它在美国的部分城市上市，到1994年才全美国上市。尽管獲宣传为第一部64位游戏机，Jaguar的市场运作完全失败并迫使雅达利最终离开游戏机市场。尽管它的市场策略失败了，Jaguar仍不失为玩家自制游戏的一个重要平台。

## 历史
雅达利Jaguar由Martin Brennan和John Mathieson创办的Flare Technology公司的部分员工开发。雅达利看到他们在Konix Multisystem上的成绩，就建议他们离开公司并加入由雅达利提供资金创办的新公司Flare II。Flare II最初打算开发两部游戏机，代号为“Panther”的32位游戏机和代号为“Jaguar”的64位游戏机。但Jaguar的开发速度比预期理想，Atari干脆取消32位主机的开发将精力完全投入到Jaguar中。
1993年11月Jaguar正式公布，初始售价为249.99美金。 雅达利对IBM下了5亿美元的订单。这部游戏机最初只在纽约和三藩市海岸地区销售，营销口号为“Do the Math”，号称打败所有16位和32位的主机。1994年初Atari开始对Jaguar进行全美范围的市场推广。
最初Jaguar销量不错，超过那卖700美元，大肆宣传的3DO。3DO正好与Jaguar同期推出，并于次年与Jaguar同时进行大幅度的宣传推广。但Jaguar的势头很快被3DO迎头赶上。
Jaguar上热销的游戏有Tempest 2000，毀滅戰士，德軍總部3D等。异型对铁血战士是这部游戏机最成功的作品，它和Tempest 2000通常獲视为Jaguar的标志性作品。 对比它的16位机对手，Jaguar游戏数量实在是太少了 ，使它从未在小众市场中走出来。用户也抱怨Jaguar的15键手柄不是一般的复杂，IGN编辑Craig Harris甚至将这个手柄评为最差游戏手柄。
缺乏游戏主要由于两个原因：在第三方软件商眼中，Jaguar前景并不明朗；Jaguar本身的游戏开发环境也不是太好。雅达利本来可以利用销量表现给第三方软件商一支强心针，从而解决Jaguar的软件匮乏这个关键性问题。可惜的是，假期销量比3DO差很多的销售状况实在是很难将已经投向其它主机怀抱的第三方开发商拉拢过来。另一问题在于Jaguar的潜藏机能被CPU的内存控制器的设计问题搞残废了，这个问题使得代码执行无法输出到系统内存。相比之下，问题多多的UART就显得没那么严重了。手柄的缺点可以由成熟的代码开发环境解决，减轻了开发者对着一大堆代码的压力。但Jaguar的开发工具实在是给开发者留下太多的想象空间，因为程序说明书尚未完成。编写游戏代码使用乏味的汇编语言，简直是在考验开发者的耐性。

在1995年7月对Next Generation杂志的一次访谈中，那时的CEO Sam Tramiel告诉记者Jaguar的机能就算没有超越，至少也能和Sega Saturn并驾齐驱，只是比Sony PlayStation差一点点。到1995年年底，Jaguar的命运已经彻底完蛋了Atari的收入减少过半，从1994年的3.87亿减少到1995年的1.46亿。1995年底，Atari在早上的电视节目中插入电视购物广告大力推广Jaguar，同时还找了一批推销员试图打开市场。不过差不多放了一年的电视购物广告对仓库里的Jaguar存货帮助不大。在SEC的10-K405公告中，Atari对他们公司的股票持有人叙说他们的Jaguar的糟糕现状：
从1993年底的发售日起到1995年底，Atari售出大约125,000部Jaguar。而在1995年12月31日，Atari仍有大约100,000部存货
在JT Storage对Atari公司的反向兼并后Jaguar停产了。作为最终挽救Jaguar的手段，Atari拼命贬低别的游戏主机并宣称Jaguar是唯一的“64位”游戏机。这种说法当然会引发争议，因为Jaguar的CPU(68000) 和GPU执行的是32位指令集，只是它们将控制信号传送给64位的图形协处理器（或称“图形加速器”）。对此Atari的态度是64位的ALU足以证明这是一台64位主机。Jaguar的设计特色使得它可以将GPU或者DSP当作CPU而将Motorola 68000用于读取控制器输入指令。在实际开发上，很多开发者使用68000计算游戏的运行逻辑。
在这台主机的短暂生命中，曾有多款周边设备发布过。可惜的是，只有ProController，Atari Jaguar CD驱动器和JagLink (一个简易的双主机联机设备) 真正放上了大卖场。语音调制解调器和VR耳机（带红外线头部位置感应）都曾制作过原型但从未公开发售过。（另见Loki and Konix Multisystem 的早期开发）。
当1990年代晚期孩之寶收购了雅达利后，孩之宝将Jaguar的游戏开发授权开放，并表示热情欢迎业余游戏开发者开发基于Jaguar的游戏。
部分开发商包括Telegames和Songbird Productions，不但将过去尚未完工的游戏放上去，更为骨灰级玩家设计新游戏。

## 游戏

### 街机游戏
雅达利游戏将雅达利Jaguar芯片组授权第三方制作街机游戏，是为COJAG（意为Coin-Op Jaguar）街机系统。这套系统利用68020或者MIPS的以R3000为基础的CPU（实际产品以主板的版本为准）取代68000，又添加了一个硬盘和更多内存。跑在它上面的光枪游戏有Area 51、Maximum Force。其他游戏有如3 On 3 Basketball、Fishin' Frenzy、Freeze、Vicious Circle已开发但从未发行。

## 技术细节

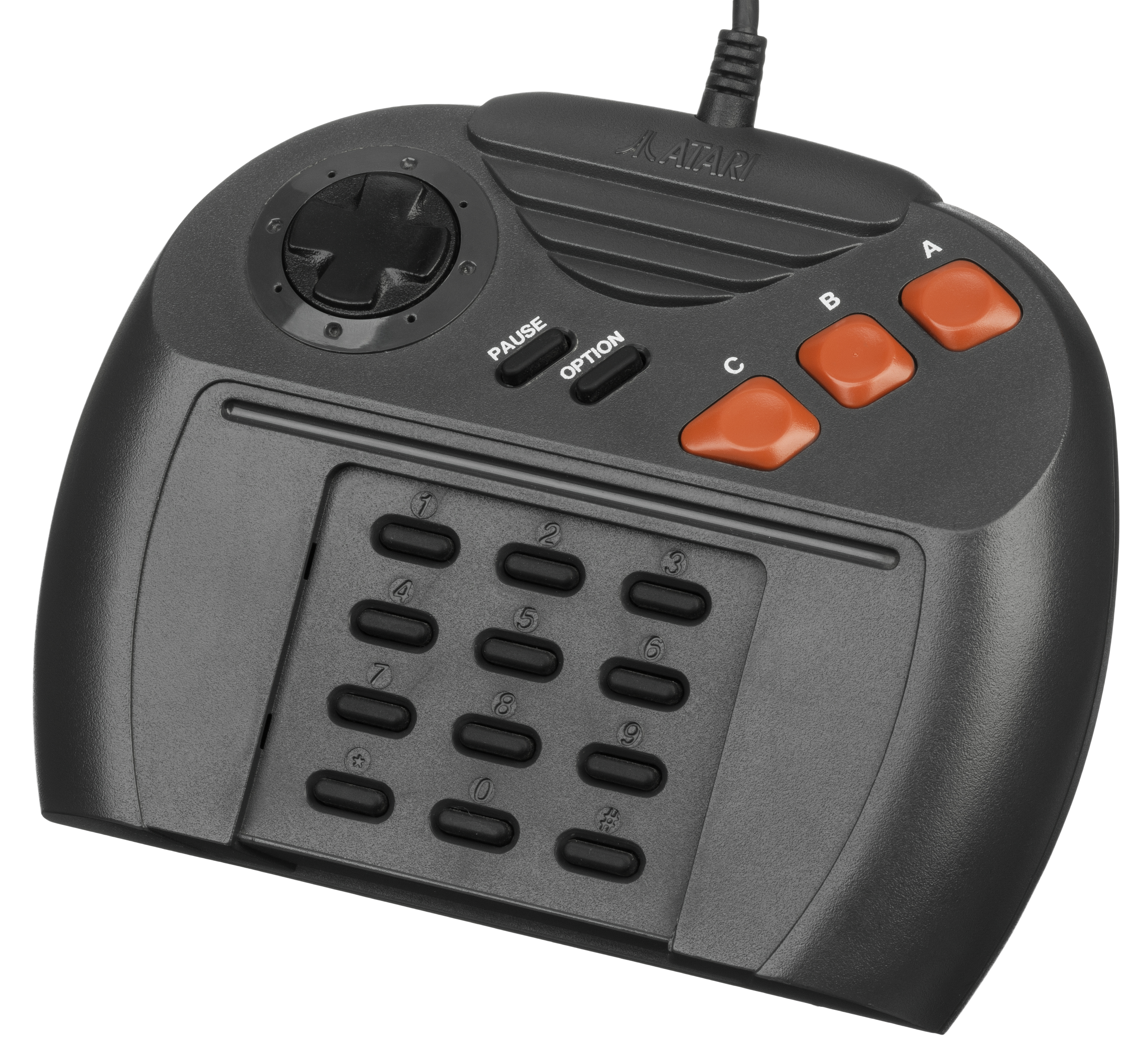
雅达利Jaguar的游戏手柄因其设计过于复杂备受批评。

来自Jaguar Software Reference手册：
“Jaguar是专为出色游戏设计的芯片系统。它也可以在更复杂的系统中作为图形加速器使用，以配合工作站和商业需求。包括CPU在内，这套系统有四个处理单元。它们分别是对象处理器、图形处理器、位块传送器以及立体声处理器。Jaguar有与此四个处理单元项对应的64位数据通道以链接外部记忆体设备，并能以非常高的速率传送到外部动态内存中。”（第一页）

### 处理器
- "Tom" 芯片26.59 MHz
  - 图形处理单元 (GPU) – 32位RISC架构，4 KB内部缓存，提供大量的图形处理效果
  - 对象处理器 – 64位RISC架构；可编程；能作为一个可变的图形架构。
  - 位块 – 64位RISC架构; 高速逻辑操作，支持 z-buffering和Gouraud shading，带64位内部注册器
  - DRAM 控制器，32位内存管理。
- "Jerry" 芯片26.59 MHz
  - 数字声音处理器 –32位RISC架构, 8 KB内部缓存
    - 和GPU一样的RISC架构，但不限于图像处理。 ** CD级别音质（16位立体声）
    - 实际声道数受限于软件
    - 两个DACs （立体声）将数字信号转化为模拟信号。
    - 全 立体声 能力

  - Wavetable synthesis, FM synthesis, FM采样处理，以及AM处理
  - 一个时钟控制块，非协作性计时器， 和一个UART
  - 手柄控制
- 摩托罗拉 摩托罗拉 68000 “用作管理器”[16]
  - 通用16/32位控制处理器，13.295 MHz

### 其他Jaguar特性
- RAM:：在64位通道上的2 MBRAM使用4个16位快速页面模式DRAM
- 存储设备：游戏卡带，最大6MB
- 支持ComLynx I/O

### Memory Track
1995年发行的Memory Track ，是一个拥有128K EEPROM的卡带，可以让Atari Jaguar CD游戏保存设置或者游戏记录等资料。

## 未发行后续机种
1995年雅达利曾设计过一个代号为“Midsummer”的机器，其主板名字则叫COBWEB。尽管它实际上没有上市，但由其设计及对Jaguar的兼容性可以推断其为Jaguar2。它的主板设计基本上和Jaguar一样，但更换了Tom2和Jerry2 CPU，以提升图像和声音等机能。由于Tom2功率极大，需要安装单独的散热片和风扇。主板也提供内建CD支持，这意味着不需要再插入Jaguar CD那样的配件即可读取CD。另有可能是新扩展口的接口。
有人将这块板和Jaguar的游戏卡带连接好后发现它兼容Jaguar游戏，但对游戏本身效果并无提升。